# Ludo (artiste)
 (février 2024).
Ludo (né le 24 janvier 1976 à Paris), (Ludovic Vernhet à l'état civil), est un artiste contemporain français , dérivant de la mouvance street art. Il commença par s’exprimer dans les rues de sa ville à l’aide de tags dès son adolescence et évolua vers le collage en 2007, désormais sa marque de fabrique. Ses couleurs fétiches se comptent au nombre de trois, le noir, le blanc et son vert qu’il allie afin de former des créatures végétalo-robotiques, moitié naturelles, moitié technologiques. Ses œuvres sont le sujet de nombreuses expositions. Il s'est également inspiré de grands graveurs comme Jef Aérosol ou encore Invader.

## Biographie
Agissant à la mine de crayon et à la peinture à l’huile, Ludo allie objet mécaniques et végétaux afin de les métamorphoser en des créatures hybrides. Le vert est sa couleur fétiche. Il a d’ailleurs développé sa propre teinte qui se retrouve sur chacune de ses œuvres venant souligner des éléments d’origine naturelle dont la fonction est détournée. Il s’exprime sur des supports de toutes natures et dimensions : murs, toiles, sculptures, bateau. On peut retrouver son travail dans des villes telles que Paris, New York, Chicago, Los Angeles, Bangkok, Tokyo, Rome, Milan, Londres, Zurich, Amsterdam, Paris.

## Œuvres

Palynology
Enjoy the violence
Pop-Corn.
Bee With Protection Mask
Grapes of Wrath
Drone'
Ewing Oil
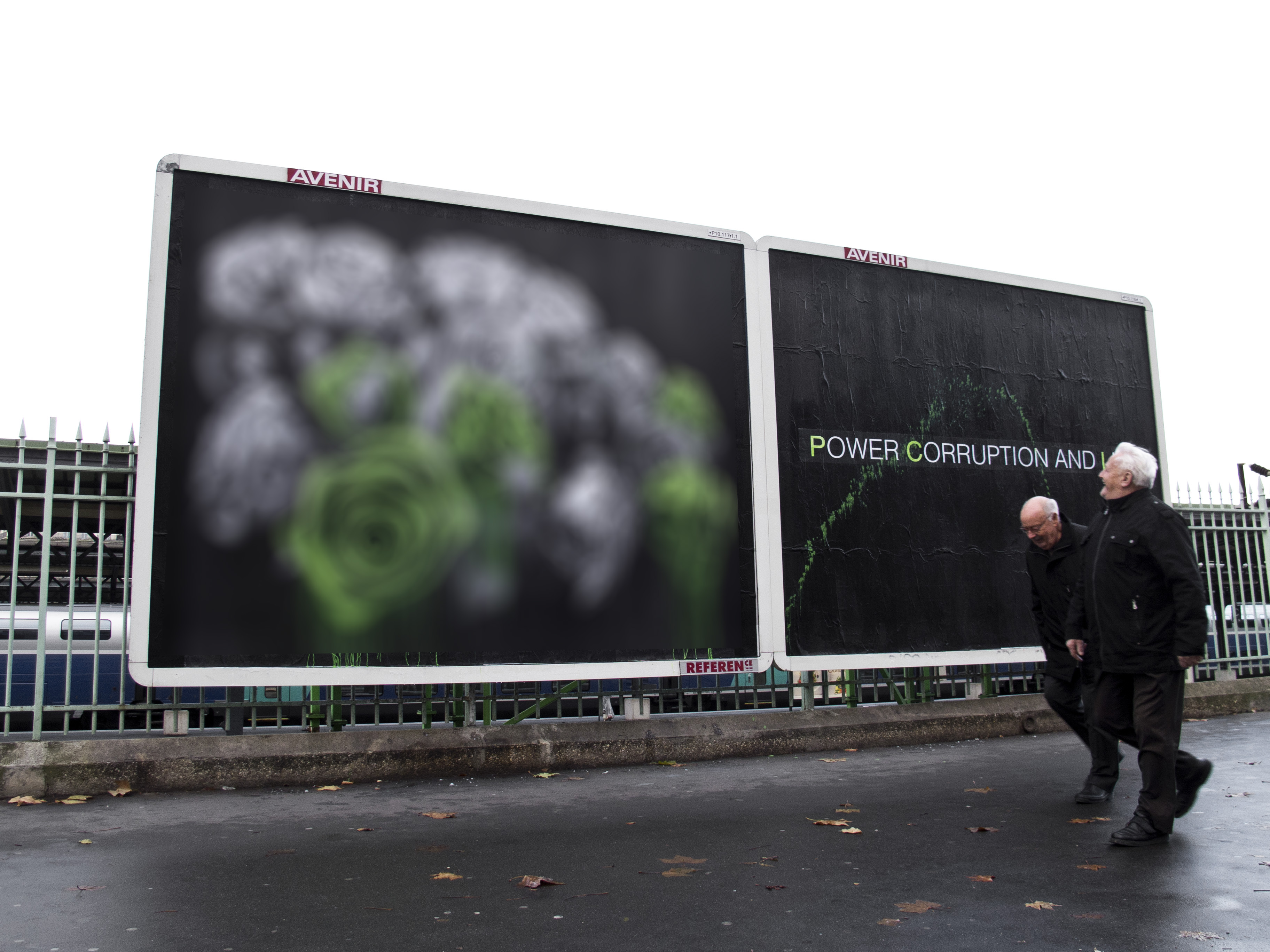
Power

## Institutions

PopCorn @ Beaubourg, Paris.

À l’occasion de l’exposition ex-situ organisée par le Centre national d’art et de culture Georges-Pompidou en 2013 sur le parvis qui borde le musée, Ludo, ainsi que six autres artistes, ont été amenés à créer des œuvres urbaines en dehors des murs du musée contemporain Parisien[source secondaire souhaitée]. Sous les collages de Ludo, les tubes se transformèrent alors en de gigantesques épis de maïs, d’où leur nom Pop-corn, venant s’ajouter à la structure technique et robotique que représentent les tubes d’aération.
Ludo a également participé à des rendez-vous de l'art urbain au Musée de la Poste, au Centre de la Gravure et de l'Image Imprimée en Belgique, et à la Völklinger Hütte, une ancienne forge classée au patrimoine mondial de l'UNESCO en Allemagne

## Expositions
Solo Shows
- 2020 : Dessine-moi un moton, Galerie Magda Danysz (Paris, France)[5]
- 2017 : I've been missing you, Galerie Magda Danysz (Paris, France)[6]
- 2015 : Futurama, Power Station of Art Museum (Shanghai)
- 2015 : Fly me to the moon, Magda Danysz Gallery (Shanghai)
- 2014 : The Chaos Theory, Lazarides Rathbone  (Londres)
- 2014 : Fruit of the Doom, Jonathan Levine Gallery (New York)[7]
- 2013 : Destructionis Hostis Vespa, White Walls (San Francisco)
- 2012 : Le Punk Français, Moniker Art Fair (Londres)
- 2012 : Metal Militia, Galerie Itinerrance (Paris)
- 2012 : Nature's Revenge, Wunderkammern (Rome)
- 2011 : Super Discount, The Garage (Amsterdam)
- 2011 : Metamorphosis, High Roller Society (Londres)
- 2011 : La Belle Vie, Starkart Gallery (Zurich)